# Jagmohan
Jah Mohan Malhotra (Hafizabad, Punjab, Raj británico, 25 de septiembre de 1925-Nueva Delhi, India, 3 de mayo de 2021) fue un político indio, militante del Congreso Nacional Indio. 

## Carrera política
En 1970 fue designado secretario de infraestructura y desarrollo del gobierno de Jammu y Cachemira. En 1975, bajo el “estado de  emergencia” dictado por el gobierno de Indira Gandhi, fue ministro de Desarrollo. Designado Teniente Gobernador de Delhi en 1982, debió supervisar el perfecto desarrollo de los Juegos Asiáticos de Nueva Delhi (ASIAD 82), además de la Cumbre de Países No Alineados, en el mismo año.
Gobernador General del estado de Jammu y Cachemira (1984-1989), cuya labor no agradó a su partido, perdiendo la confianza. Se unió entonces al Partido Popular Indio, ingresando al parlamento. Presidente del Comité de energía en 1996, reelegido diputado por Nueva Delhi en 1998, mismo año que se desempeña como miembro de la Comisión de Asuntos Exteriores. Entre 2001 y 2004 se desempeñó como Ministro de Turismo y Cultura del gobierno indio.